# Palazzo Romagnoli
Il palazzo Romagnoli (ex palazzo Maraldi) è situato lungo l'antica contrada Uberti, a Cesena, a lungo proprietà della famiglia Romagnoli. Acquistato da Prospero Romagnoli che nel 1717 andò ad abitarvi, rimase sino alla estinzione della casata nel 1899 di proprietà dei marchesi Romagnoli.

## Storia
Il marchese Prospero Romagnoli acquistò un primordiale edificio dalla famiglia Maraldi nel 1711 ; venne poi ristrutturato dal figlio Michelangelo Romagnoli (1719-1780) fra il 1753 e il 1765 su un progetto da lui stesso elaborato. L'architetto Pietro Carlo Borboni curò la chiusura del cortile sul lato delle mura. L'ala sinistra venne eretta dal Melchiorre Romagnoli dopo il 1789. Successivamente il palazzo venne suddiviso fra diversi proprietari.
Le volte del piano nobile e della galleria del secondo piano furono affrescate da Giuseppe Milani mentre le logge e gli angoli del salone vennero arredate con sculture di Francesco Callegari; le porte e le superfici lignee intagliate con stile rococò sono opera di Giovanni Urbini.

## Descrizione
La pianta dell'edificio è a "U" con corpo centrale a tre piani affiancato da due ali più basse. Attraverso un profondo androne si raggiungono le scale laterali simmetriche, conducenti ai piani superiori.
L'esterno si caratterizza per il suo grande portale a tutto sesto, inquadrato da colonne in pietra d'Istria e, e sormontato da un balcone anch'esso di pietra d'Istria. All'interno, nel piano di riposo dello scalone di destra si trovano statue di Francesco Calligari, nel salone d'onore sono collocati i dipinti del Milani(tra cui la grande "Apoteosi di Giulio Cesare" dipinta dal 1755 al 1760) sempre di Giuseppe Milani, e della sua bottega sono le decorazioni pittoriche degli altri ambienti del palazzo; gli arredi lignei sono della bottega di Giovanni ed Antonio Urbini.